# Henri Moreau (homme politique, 1915-2004)
Pour les articles homonymes, voir Henri Moreau.
Henri Moreau, né le 24 juin 1915 et mort le 1er février 2004, est un homme politique français.

## Détail des fonctions et des mandats
Mandat parlementaire
- 9 mai 1978 - 1er octobre 1980 : Sénateur de la Charente-Maritime